# Базиле, Фабио
Фабио Базиле (итал. Fabio Basile, 7 октября 1994 года, Риволи, Италия) — итальянский дзюдоист, чемпион Олимпийских игр, бронзовый призёр чемпионата Европы, трёхкратный чемпион Италии.

## Биография
Родился в 1994 году. В детстве страдал от дислексии. В семилетнем возрасте начал заниматься дзюдо в школе Settimo Torinese. Тренировки проходили трижды в неделю, и в промежутках между тренировками Фабио тренировался с плюшевым медведем примерно одного роста с ребёнком. Входит в группу молодых дзюдоистов в рамках национальной программы развития дзюдо «Токио — 2020»
Результаты в дзюдо начал показывать рано: в 2007 году в тринадцатилетнем возрасте сумел завоевать звание чемпиона Италии среди юношей до 17 лет. В 2009 году повторил результат, а также был первым на международном турнире U17 в Бремене. На чемпионате Европы U17 был только седьмым. В 2010 году снова стал чемпионом Италии U17; также первенствовал на турнире в Бремене, этапах Кубка Европы в Фуэнхироле и Теплице, был вторым на чемпионате Европы среди кадетов, на этапах Кубка в Загребе и Плоешти (всё до 17 лет), и третьим на чемпионате мира и этапе Кубка Европы для спортсменов в возрасте до 20 лет. В этом же году на Юношеских Олимпийских играх занял седьмое место. В 2011 году завоевал звание чемпиона Италии среди спортсменов в возрасте до 20 лет, был вторым и третьим на этапах Еврокубка U20 в Линьяно и Лайбнице.
В 2012 году в первый раз завоевал звание чемпиона Италии среди взрослых (в категории до 60 килограммов), а на чемпионате Италии U20 был только третьим. На этапах Кубка Европы (U20) дважды был первым (Тарвизио, Пакш) и один раз третьим (Лайбниц). На чемпионате Европы U20 был лишь седьмым, но на чемпионате Европы U23 завоевал бронзовую медаль. В 2013 году выиграл чемпионаты Италии U21 и «взрослый» чемпионат, был первым на этапе Кубка Европы (U21) в Линьяно, завоевал бронзовую медаль Средиземноморских игр, а на чемпионате Европы до 21 года был только пятым. В 2014 году был пятым на открытом Кубке Африки, бронзовым призёром розыгрыша Кубка Европы, победителем Кубка Европы U21, бронзовым призёром чемпионата Европы U21 и в третий раз стал национальным чемпионом, уже в новой для себя категории до 66 килограммов.
В 2015 году выиграл Кубок Европы, был третьим на турнире в Глазго, завоевал звание чемпиона Европы U23, был пятым на турнире в Чеджудо, на чемпионате Италии был в этот раз только третьим.
В 2016 году был седьмым на турнире Grand Slam Paris, выиграл Кубок Африки в Касабланке, стал серебряным призёром Гран-при в Тбилиси, и, выступив на чемпионате Европы уже среди взрослых, сумел завоевать бронзовую медаль. После чемпионата Европы отметился двумя пятыми местами на турнирах Гран-при в Баку и Алматы.
Выступал на Олимпийских играх 2016 года, в категории до 66 килограммов, где боролись 34 дзюдоиста. Спортсмены были разделены на 4 группы, из которых четыре дзюдоиста по результатам четвертьфиналов выходили в полуфиналы. Проигравшие в четвертьфинале встречались в «утешительных» схватках и затем с потерпевшими поражение в полуфиналах, и по этим результатам определялись бронзовые призёры.
Занимая лишь 29-ю позицию в мировом рейтинге дзюдоистов в этой весовой категории, Фабио Базиле не рассматривался в числе претендентов на призовые места. Его выступление разрушило все прогнозы.. Первые три встречи итальянский дзюдоист закончил чисто, демонстрируя разнообразную технику. В первой встрече Базиле провёл чистый бросок через бедро, во второй (c восьмым номером мирового рейтинга) после «мельницы» перешёл на удушающий приём, в третьей (со вторым номером рейтинга) броском через спину и боковой подсечкой заработал два вадза-ари, что в совокупности даёт чистую победу. Лишь в полуфинальной встрече Базиле не смог ничего сделать с соперником и победил за счёт большей активности. В финале Базиле встречался с явным фаворитом, первым номером мирового рейтинга, чемпионом мира из Кореи Ан Ба Улем, и уже на второй минуте встречу уложил того на спину передней подножкой.
| Круг  | Соперник           | Действия                                                                                | Итог      | Соперник                     | Действия                                            |
| ----- | ------------------ | --------------------------------------------------------------------------------------- | --------- | ---------------------------- | --------------------------------------------------- |
| 1/16  | Фабио Базиле (ITA) | Содэ Цурикоми Госи (2:10) — иппон                                                       | 100—000   | Себастьян Сейдль (GER)       | —                                                   |
| 1/8   | Фабио Базиле (ITA) | Пассивность (2:06) — сидо Ката Гурума (2:22) — вадза-ари Окури-Эри-Дзимэ (2:37) — иппон | 110s1—0s1 | Нижат Шихализаде (AZE)       | Срыв захвата (0:29) — сидо                          |
| 1/4   | Фабио Базиле (ITA) | Сэойнагэ (2:06) — вадза-ари Ложная атака (3:51) — сидо Дэаси Харай (4:00) — вадза-ари   | 100s1—000 | Давадоржийн Тумурхулэг (MGL) | —                                                   |
| 1/2   | Фабио Базиле (ITA) | —                                                                                       | 000—0s2   | Адриан Комбоч (SLO)          | Пассивность (2:41) — сидо Пассивность (3:49) — сидо |
| Финал | Фабио Базиле (ITA) | Сэой Отоси (1:24) — иппон                                                               | 100—000   | Ан Ба Уль (KOR)              | —                                                   |